# Omersbach (Geiselbach, Ort)
Omersbach ist ein Gemeindeteil der Gemeinde Geiselbach im unterfränkischen Landkreis Aschaffenburg in Bayern.

## Geographie

Gemeindeteil und Gemarkung Omersbach

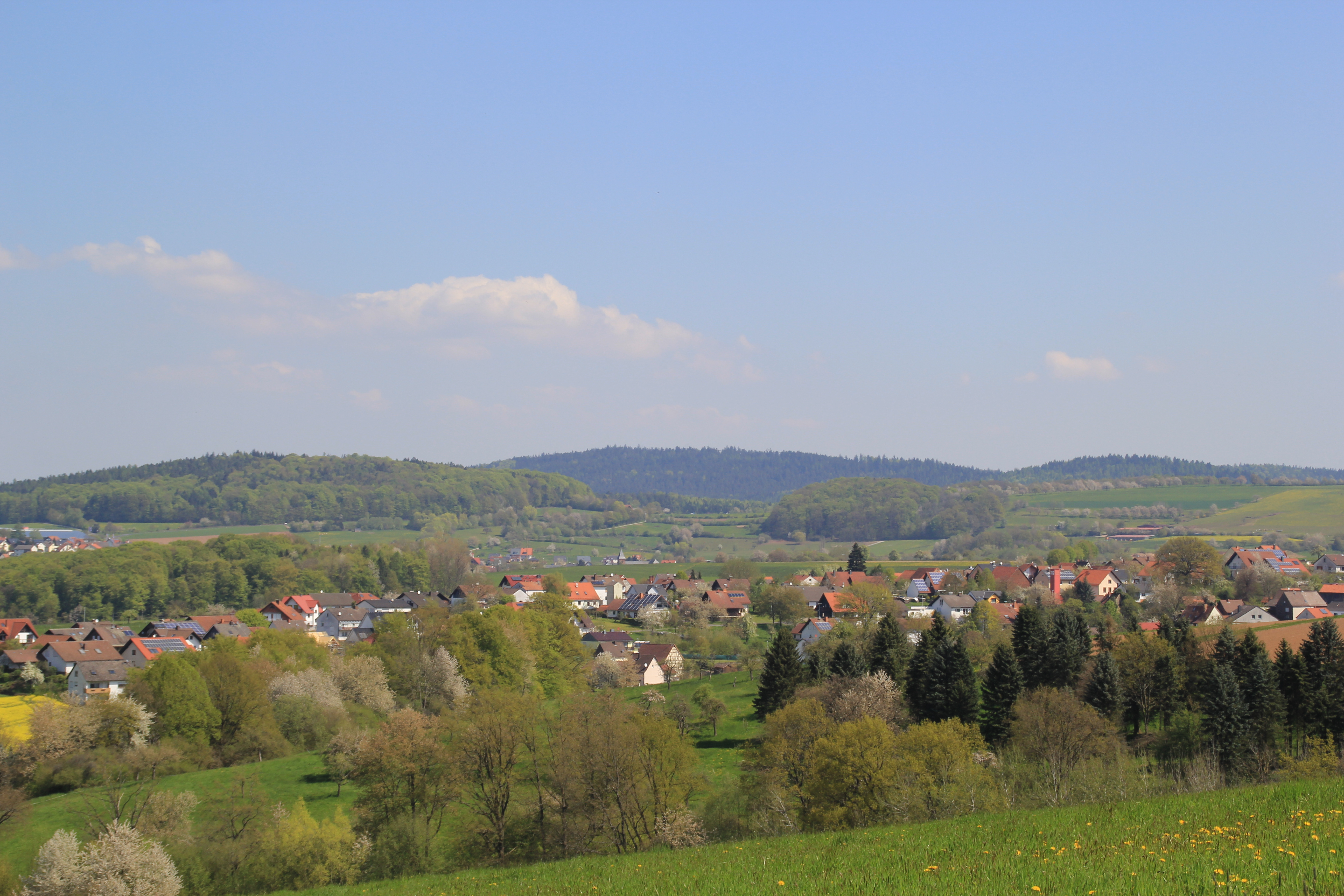
Omersbach

Das Dorf Omersbach liegt im Kahlgrund zwischen den Ortschaften Hofstädten und Dörnsteinbach auf 284 m ü. NHN, etwa einen Kilometer von der hessischen Grenze entfernt. Durch den Ort fließt der gleichnamige Omersbach. Südöstlich von Omersbach befindet sich das Dorf Krombach. Im Nordwesten liegt das Gehöft Frohnbügel am Rande der Sölzert.
Der topographisch höchste Punkt der Dorfgemarkung, die zugleich etwa dem Gebiet der Altgemeinde Omersbach entspricht, befindet sich südlich des Ortes, am Aussiedlerhof (Tannenhof) oberhalb von Dörnsteinbach mit 331 m ü. NHN (Lage), der niedrigste im Teufelsgrund am Geiselbach auf 180 m ü. NHN (Lage). Der Nördlichste Punkt der Dorfgemarkung befindet sich in der Nähe der Kläranlage von Geiselbach, der südlichste liegt am Tannenhof. Im Osten reicht die Gemarkung bis zum Kreisverkehr, der sogenannten „Spinne“. Der westlichste Punkt befindet sich am Geiselbach im Teufelsgrund.

### Nachbargemarkungen
Folgende Gemarkungen grenzen an das Ortsgebiet von Omersbach:
|                 | Geiselbach                                  |            |
| Neuses          | Kompassrose, die auf Nachbargemeinden zeigt | Hofstädten |
| Niedersteinbach | Dörnsteinbach                               | Krombach   |

## Geschichte
Omersbach gehörte im Mittelalter und in der Frühen Neuzeit zum Kloster Seligenstadt, das Kurmainz unterstand. 1802 besetzten Truppen der Landgrafschaft Hessen-Darmstadt das Kloster, am 1. April 1803 fiel es mit dem Reichsdeputationshauptschluss auch offiziell an Hessen-Darmstadt. Omersbach gehörte für die folgenden Jahre zur Landgrafschaft, ab 1806 zum Großherzogtum Hessen. Am 30. Januar 1816 schlossen das Großherzogtum und das Königreich Bayern einen Vertrag, der den Austausch einer Reihe von Gebieten vereinbarte: Omersbach gelangte dadurch an Bayern.
Die Gemeinde Omersbach gehörte zum Bezirksamt Alzenau, das am 1. Juli 1862 gebildet wurde. Dieses wurde am 1. Januar 1939 zum Landkreis Alzenau in Unterfranken. Im Zuge der Gebietsreform in Bayern wurde Omersbach nach Geiselbach eingemeindet. Mit der Auflösung des Landkreises Alzenau in Unterfranken kam Omersbach als Gemeindeteil von Geiselbach am 1. Juli 1972 in den neu gebildeten Landkreis Aschaffenburg.

## Kultur und Sehenswürdigkeiten
- Im nahen Teufelsgrund befindet sich die historische Teufelsmühle.[8]
- Das Rosenberger Haus in der Dorfstraße 32 besteht aus Abbruchmaterial des Schönbornschen Gerichtsgebäudes auf dem Schöneberg bei Krombach.[9][10][11]
- Auf der Ortsgemarkung von Omersbach liegt die Wüstung des Rothenberger Hofes.
- Alljährlich findet in Omersbach ein Dampf- und Landmaschinenfest statt.[12]